# Haplochromis nigroides
Haplochromis nigroides är en fiskart som först beskrevs av Pellegrin 1928.  Haplochromis nigroides ingår i släktet Haplochromis och familjen Cichlidae. IUCN kategoriserar arten globalt som livskraftig. Inga underarter finns listade i Catalogue of Life.